# TuS Schwachhausen
TuS Schwachhausen is een Duitse sportvereniging uit de wijk Schwachhausen van de stad Bremen en heeft naast de voetbalafdeling ook afdelingen voor tafeltennis en turnen.

## Geschiedenis
Het huidige TuS Schwachhausen vindt zijn oorsprong in de Schwachhauser Turnverein, opgericht in 1883. In 1899 splitste de Turnverein Horn zich van deze club af en drie jaar later de Arbeiter-Turn-und-Sportverein Schwachhausen-Horn. In 1922 fuseerde de Schwachhauser Turnverein met de Bremer Ballspielverein tot de BBV Union Bremen. Vier jaar later splitsten de Schwachhauser voetballers zich weer af en gingen verder als Schwachhauser Sportverein. In 1945 fuseerden de Schwachhauser Sportverein en de Schwachhauser Turnverein tot het huidige TuS Schwachhausen.
In 1968 promoveerden de voetballers onder Willi Schröder voor het eerst naar de Landesliga Bremen, destijds de hoogste amateurcompetitie in Bremen. Na jaren van degradatie en middelmatigheid behaalde het team in het seizoen 1974/75 de tweede plaats achter OT Bremen. In hetzelfde seizoen nam de club deel aan de DFB-Pokal en verloor in de eerste ronde met 0-3 van FC 08 Homburg. Vanwege financiële redenen deden de Bremer afstand van het thuisspeelrecht en speelde de wedstrijd in Saarland. In de daaropvolgende jaren kon het team dit succes niet verder uitbouwen.
In de jaren zeventig mislukten fusiebesprekingen met TuS Vahr. In 1980 degradeerden de voetballers uit de hoogste competitie van Bremen, toen nog de Verbandsliga Bremen. Vier jaar later promoveerde de club opnieuw maar in 1986 gevolgd door een nieuwe degradatie naar de Landesliga. Aan het einde van de jaren negentig gleed TuS af naar de Kreisliga en pendelde vervolgens tussen Kreis- en Bezirksliga. In 2008 promoveerde TuS naar de Bremen-Liga, het vijfde niveau in Duitsland.

## Eindklasseringen vanaf 2002
| Seizoen | Competitie         | Niveau | Eindstand | DFB Pokal | Opmerking                                                                          |
| ------- | ------------------ | ------ | --------- | --------- | ---------------------------------------------------------------------------------- |
| 2001/02 | Bezirksliga Bremen | VII    | 13        | --        |                                                                                    |
| 2002/03 | Bezirksliga Bremen | VII    | 10        | --        |                                                                                    |
| 2003/04 | Bezirksliga Bremen | VII    | 10        | --        |                                                                                    |
| 2004/05 | Bezirksliga Bremen | VII    | 9         | --        |                                                                                    |
| 2005/06 | Bezirksliga Bremen | VII    | 1         | --        |                                                                                    |
| 2006/07 | Landesliga Bremen  | VI     | 3         | --        |                                                                                    |
| 2007/08 | Landesliga Bremen  | VI     | 1         | --        |                                                                                    |
| 2008/09 | Bremen-Liga        | V      | 13        | --        |                                                                                    |
| 2009/10 | Bremen-Liga        | V      | 10        | --        |                                                                                    |
| 2010/11 | Bremen-Liga        | V      | 9         | --        |                                                                                    |
| 2011/12 | Bremen-Liga        | V      | 11        | --        |                                                                                    |
| 2012/13 | Bremen-Liga        | V      | 11        | --        |                                                                                    |
| 2013/14 | Bremen-Liga        | V      | 6         | --        |                                                                                    |
| 2014/15 | Bremen-Liga        | V      | 4         | --        |                                                                                    |
| 2015/16 | Bremen-Liga        | V      | 4         | --        |                                                                                    |
| 2016/17 | Bremen-Liga        | V      | 4         | --        |                                                                                    |
| 2017/18 | Bremen-Liga        | V      | 7         | --        |                                                                                    |
| 2018/19 | Bremen-Liga        | V      | 4         | --        |                                                                                    |
| 2019/20 | Bremen-Liga        | V      | 2         | --        | competitie afgebroken i.v.m. coronapandemie                                        |
| 2020/21 | Bremen-Liga        | V      | --        | --        | Competitie afgebroken i.v.m. coronapandemie. Er wordt geen stand opgemaakt.        |
| 2021/22 | Bremen-Liga        | V      | 9         | --        |                                                                                    |
| 2022/23 | Bremen-Liga        | V      | 8         | --        | Het 1e team wordt teruggetrokken vanwege onvoldoende spelers voor volgend seizoen. |
| 2023/24 | Landesliga Bremen  | VI     | 10        | --        |                                                                                    |
| 2024/25 | Landesliga Bremen  | VI     | 4         | --        |                                                                                    |
| 2025/26 | Landesliga Bremen  | VI     | .         | --        |                                                                                    |

TuS Komet Arsten ·
SC Borgfeld ·
TuRa Bremen ·
TuRa Bremen-II ·
VfL 07 Bremen ·
FC Sparta Bremerhaven ·
ATS Buntentor ·
1. FC Burg ·
SG Finndorf ·
SV Grohn ·
TSV Grolland ·
FC Huchting ·
TuSpo Sürheide ·
TuS Schwachhausen ·
SC Vahr-Blockdiek ·
TSV Wulsdorf